# Pianeta super-puff

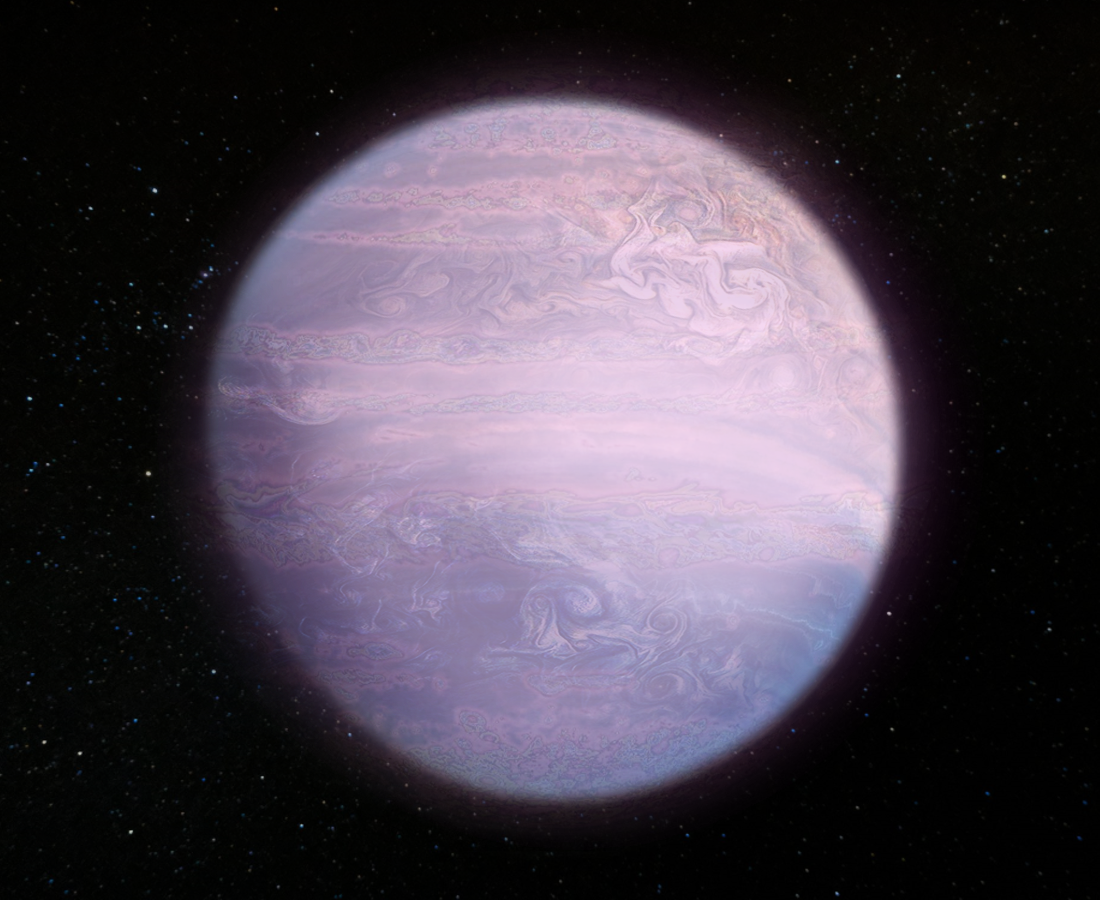
Illustrazione ipotetica di un pianeta super-puff.

I pianeti super-puff, o pianeti superpuffy (dall'inglese super-puff planets) sono una classe di esopianeti caratterizzati da una densità estremamente bassa e da un aspetto visivamente chiaro e vivace. Nonostante abbiano masse solo di poco superiori a quella della Terra, possiedono raggi comparabili o superiori a quelli di Nettuno, talvolta prossimi a quelli di Giove, risultando in densità medie inferiori a 0,1 g/cm³. Queste caratteristiche li rendono tra i pianeti meno densi attualmente conosciuti tanto da equipararli inizialmente dalla comunità scientifica metaforicamente allo zucchero filato.

## Caratteristiche
I pianeti super-puff si contraddistinguono per una massa generalmente compresa tra 2 e 6 masse terrestri, un raggio simile o superiore a quello di Giove e una densità estremamente bassa, spesso inferiore a 0,1 g/cm³. Tali proprietà suggeriscono la presenza di atmosfere molto estese e leggere, costituite principalmente da idrogeno ed elio. In generale, si tratta di gioviani caldi la cui atmosfera, fortemente riscaldata dalla radiazione della stella vicina e dal calore interno del pianeta, tende a espandersi e gonfiarsi fino a fuoriuscire parzialmente dal campo gravitazionale, venendo talvolta strappata via dal vento stellare. La scarsa presenza di elementi chimici rilevabili potrebbe essere spiegata dalla formazione di nubi atmosferiche composte da cristalli di sale o da foschie di origine fotochimica. È stato inoltre osservato che la nuvolosità tende a essere più intensa nei pianeti più freddi.

## Esempi noti
Il sistema Kepler-51 ospita almeno tre pianeti super-puff scoperti con il metodo del transito: Kepler-51 b, Kepler-51 c e Kepler-51 d. Rilevati nel 2012, questi pianeti presentano densità inferiori a 0,1 g/cm³, probabilmente a causa della loro giovane età (circa 500 milioni di anni). Nel 2024, osservazioni effettuate con il telescopio spaziale James Webb hanno rivelato un quarto pianeta nel sistema, Kepler-51 e, anch'esso con caratteristiche analoghe.
Tra gli altri esempi si annoverano WASP-193 b, un esopianeta con una densità di circa 0,059 g/cm³ – tra le più basse mai registrate – e Kepler-87 c, anch'esso classificato come super-puff e con proprietà simili a quelle dei pianeti del sistema Kepler-51.

## Ipotesi sulla formazione
La formazione dei pianeti super-puff è ancora oggetto di studio, sebbene siano state proposte diverse ipotesi. Tra le principali, vi è quella secondo cui la presenza di atmosfere estremamente gonfie potrebbe derivare da intensi processi di riscaldamento interno o dall'elevata radiazione stellare. Un'altra ipotesi suggerisce che alcuni pianeti possano possedere estesi sistemi di anelli, i quali contribuirebbero ad aumentare il raggio osservato, generando così una densità apparente più bassa.